# Андакольо (Аргентина)
Андакольо (исп. Andacollo) — город и муниципалитет в департаменте Минас провинции Неукен (Аргентина), административный центр департамента.

## История
В 1882 году здесь обосновались чилийские золотоискатели из города Андакольо. В 1890 году они назвали возникшее поселение в честь своей родины.